# 溫兆鳳
溫兆鳳，中國清朝福建龍巖州人。行伍出身的溫兆鳳於道光七年（1827年）四月由委署本標（水師協標）中營遊擊陞任本標右營都司。道光二年（1822年）奉旨接替楊繼勳擔任台灣水師協副將。道光十一年（1831年）任鹿港水師遊擊，不久便在該年陞任艋舺營參將。